# Phú Long (thị trấn)
Phú Long là một thị trấn thuộc huyện Hàm Thuận Bắc, tỉnh Bình Thuận, Việt Nam.

## Địa lý
Thị trấn Phú Long nằm ở phía nam huyện Hàm Thuận Bắc, có địa giới hành chính:
- Phía đông và phía nam giáp thành phố Phan Thiết
- Phía tây giáp xã Hàm Thắng
- Phía bắc giáp xã Hàm Đức.

Thị trấn Phú Long có diện tích 22,51 km², dân số năm 2003 là 14.042 người. Năm 2015, dân số thị trấn đạt 16.238 người, mật độ dân số đạt 721 người/km².

## Lịch sử
Địa bàn thị trấn Phú Long trước đây là xã Hàm Nhơn thuộc huyện Hàm Thuận Bắc.
Ngày 18 tháng 7 năm 2003, Chính phủ ban hành Nghị định 84/2003/NĐ-CP. Theo đó, thành lập thị trấn Phú Long trên cơ sở toàn bộ 2.250,6 ha diện tích tự nhiên và 14.042 người của xã Hàm Nhơn.